# Сан-Андреас (штат)
Сан-Андреас (англ. San Andreas) — вигаданий штат США у відеоіграх Grand Theft Auto: San Andreas та Grand Theft Auto V, розташований на заході держави. Прототипом штату є Каліфорнія. Причому в GTA V штат перероблений, і не є точною копією штату з GTA: San Andreas. Це пояснюється тим, що між подіями Grand Theft Auto: San Andreas і Grand Theft Auto V різниця в часі становить близько 20 років, а також тим, що Лос-Сантос із другої гри більше відповідає справжньому Лос-Анджелесу. Крім того, не варто плутати штат Сан-Андреас з однойменним містом Сан-Андреас із відеогри Grand Theft Auto I.

## Сюжет

### Grand Theft Auto: San Andreas

#### Початок гри
Карл повертається після п'ятирічної відсутності з Ліберті-Сіті. Просто з таксі його зупиняють Тенпенні і Пуласкі, «вішають» вбиство, конфісковують гроші та речі та викидують на території Баллас. Карл їде додому і бачить, що його банда, що колись контролювала Гантон та Східний Лос-Сантос, тепер має лише Гроув Стріт. До того ж, колишня дружня банда розкололася на три ворожих одна до одної. А брати звинувачують Карла у від'їзді у важливий момент, втечі від проблем…

#### Перший етап в Лос-Сантосі
Поступово Карл відновлює своє місце в банді, серед братів, і його банда повертається на карту. Він атакує Баллас, і останні поступово розуміють, що банда Орандж Гроув повернулася. Паралельно Біг Смоук переїздить жити в інший район, і його місії аж ніяк не стосуються справ банди. А Райдер концентрується на постачанні якісної зброї. Також Карл допомагає Оуджи Локу у його музичній кар'єрі, для чого викрадає музичну вантажівку, книгу рим Медд Доґа (одна з причин депресії останнього), вбиває міського менеджера та влаштовує вечірку. Під час вечірки банда Орандж Гроув завдає ще одного удару по Баллас. По ходу справи Карл виконує два завдання для Тенпенні та знайомиться з Цезарем, любителем нелегального стріт-рейсінгу; Карл виграє перегони у Лос-Сантосі. Після цього всього Світ та Карл починають захоплювати території у ворожих банд, вбивають лідера банди Баллас. Потім відбувається перемир'я між ворожими підбандами Орандж Гроув, вони знову об'єднуються. Справи йдуть вгору. Але тим часом Райдер та Біг Смоук вже перейшли на сторону ворогів, об'єдналися із Тенпенні та планують зрадити Карла і Світа та схопити їх. Світ про це ще не знає і планує масштабну стрілянину під перехрестям Малхолланд, щоб ущент розгромити Баллас. Вони домовляються з Карлом, що той під'їде пізніше. Після виходу з будинку Карлу дзвонить Цезар та наказує негайно їхати до деякого місця під фрівеєм. Там зі сховища Карл спостерігає Тенпенні, Райдера та Біг Смоука біля машини, з якої було вбито мати Карла. Він шокований. І негайно їде до перехрестя. Але вже пізно. Світа поранено та відправлено до в'язниці, а Карла схопили та вивезли до селища Ейнджел-Пайн з наказом не повертатись у Лос-Сантос.

#### Сан-Фієрро

Нічний Сан-Фієрро

Після сумних подій під перехрестям Малхолланд Карл Джонсон опинився у сільській місцевості. Він продовжує працювати на Тенпенні, а тим часом його товариш Цезар повідомляє, що банда зруйнувалась, і йому загрожує смертельна небезпека. Потім Карл заробляє гроші з Каталіною, працює на Істину (The Truth). Після цього Цезар знайомить Карла з Ву Зі Му, і Карл бере участь у перегонах та виграє Гараж Дороті у Каталіни. Він з Істиною переїздять туди після рейду поліції на поля Істини з марихуаною. Після приїзду він бачить, що гараж покинутий, і кримінальна організація Синдикат Локо постачає Лос-Сантос наркотиками. Очолює синдикат Майк Торено, а його членами є Джиззі Бі, сутенер, банда Сан-Фієрро Рифа, Ті-Боун Мендез та зрадник Райдер. Також Карл дізнається, що Ву Зі Му очолює банду Сан-Фієрро Тріади, яка ворогує з Маунтін Клауд Бойз та в'єтнамську кримінальну організацію. Після додаткових завдань та праці над відновленням гаражу Карл, Цезар та Вузі (Ву Зі Му) вирішують розколоти Синдикат Локо зсередини. Спочатку Карл іде до Джиззі, робить на нього декілька завдань, знайомлячись із Ті-Боун Мендезом та Майком Торено. Потім, впевнившись, що Джиззі не очікує нічого поганого від Карлу, останній атакує його сутенерський нічний клуб. Після масштабної перестрілки Джиззі вбито. Потім він прямує до Пірсу 69, де під час перестрілки Цезаря, банди Баллас, Тріад та банди Сан-Фієрро Рифа вбиває Ті-Боун Мендеза та Райдера. Потім Вузі інформує його про політ Торено на літаку, і Карл збиває літак. І в останню чергу він зруйновує наркотичну лабораторію у Дороті, закінчивши з Синдикатом назавжди. Після цього Карл отримує анонімний дзвінок від «друга», який знає місце перебування Світа і може допомогти. Голос наказує Карлу їхати за міст Гарвер у пустелю. Там він зустрічається з Майком Торено, якого не було в літаку, який сбив Карл. Далі Карл працює на Торено та придбає Покинутий Аеродром. Звідси розпочинається наступний етап у сюжетній лінії гри.

#### Лас-Вентурас
Після подій у Сан-Фієрро Карл потрапляє під вплив Майка Торено, який пообіцяв звільнити Світа, якщо Карл виконуватиме його завдання. Завдання дуже складні, і Карл ледве не гине під час їх виконання. Для деяких з них Карл спеціально навчається в Авіашколі. Після останнього Торено зникає, а Карла запрошує Ву Зі Му до Казино Чотирьох Драконів. Вузі пропонує Карлу долю у казино, а натомість той має захистити казино від нападу інших представників Мафії у місті. Після припинення спроб саботажу від інших Сімей Ву Зі Му планує пограбувати Казіно Калігули. Потім Карл зустрічає Пола та Маккера, які знають менеджера «Калігули» Розенберга. Після допомоги Розенбергу, із Ліберті-Сіті прилітає Сальваторе Лєоне. Карл має вигоду зі стосунків із Розенбергом та заробляє довіру Сальваторе, і після численних успіхів для Лєоне він готовий до пограбування. Тим часом Карл виконує завдання для Тенпенні, яке полягає у викраденні досьє на Тенпенні. Згодом він призначає Карлу зустріч у Лас-Бруясі. Там він отримує досьє та їде. Пуласкі пістолетом змушує Карла рити могилу для себе, але поліцейський Хернандез врятовує його ціною власного життя. Пуласкі втікає, але Карл наздоганяє його та вбиває. Після цього він грабує Казино Калігули, після чого Сальваторе Лєоне клянеться йому помститися.
А тим часом у Лос-Сантосі відбуваються сумні події. Світ сидить у тюрмі, банди Баллас та Вагос мають повний контроль на вулицях. Захоплено й особняк Медд Доґа. Після цих подій він у відчаї намагається вчинити самогубство, але Карл його врятовує та направляє до лікарні. Після одужання Карл стає менеджером Медда. Вони повертаються у Лос-Сантос, щоб відвоювати особняк. Їм це вдається. Після цього у студії з'являється Торено та просить зробити для нього ще одне завдання.

#### Другий етап в Лос-Сантосі
Після подій у Лас-Вентурасі Карл негайно повертається до Лос-Сантосу та відвойовує особняк Медд Доґа. Після цього він виконує завдання Торено викрасти з авіаносця винищувач і знищити чотири човни. Карл ледве не гине, до того ж Торено залишає Карла сам на сам з винищувачем (англ. «I don't know what you're talking about - you stole it»), тому останній більше не збирається працювати на Торено. Трохи пізніше Торено знову з'являється у студії та повідомляє, що Світа звільнено, і просить Карла підібрати його. Карл пропонує братові переїхати до особняка Медд Доґа та жити пишно, але той відмовляється. Він бажає повернутися у розгромлений район Гроув Стріт і відновити Орандж Гроув на карті. Але коли вони приїздять до району і бачать, що змінилося, і навкруги наркодилери, сам Світ ледве не приймає наркотик. Карл його зупиняє. Починається тяжка праця по відновленню втрачених територій. Спочатку це здається неможливим, але поступово брати відвойовують рідний мікрорайон Гроув Стріт і виганяють наркодилерів. Потім вони повертають міський парк, атакують Біг Біар, що перейшов до Баллас, і його слуга відмовляється бути наркоманом та повертається до банди. Далі вони повертають Айдлвуд. Тим часом Карл відновлює кар'єру Медд Доґа, остаточно знищивши кар'єру Оуджи Лока, повернувши [Медд Доґу] колись вкрадену книгу рим. Тим часом міський суд виправдовує Тенпенні, і в місті починається бунт. Далі Карл відвойовує район Цезаря, який захопила банда Вагос, але щоб дізнатися, де приховується Біг Смоук, необхідно мати більш-менш значний контроль над вулицями міста. Так поступово до банди Орандж Гроув повертаються землі, колись вже завойовані. Після досягнення певної межі (35 % територій) члени інших банд «почали говорити» і розповіли, де перебуває Біг Смоук. Світ і Карл їдуть до фортеці Біг Смоука. Просуваючись залами, які наповнені бандитами з різних банд, наркодилерами, Карл знаходить кімнату, де відпочиває Смоук, і вбиває його. У цей час з'являється Тенпенні і намагається вбити Карла, але той хитрістю уникає смерті і втікає. Тенпенні спричинює пожежу у будинку, але Карл встигає вибігти звідти. Після довгої погоні містом за поліцейським останній потрапляє у дорожньо-транспортну пригоду — падає з моста — і вмирає. На цьому сюжетна лінія гри завершується.

## Сан-Андреас у Grand Theft Auto: San Andreas
Штат Сан-Андреас — це вигаданий штат США у грі Grand Theft Auto: San Andreas, заснований на реальних штатах Каліфорнія і Невада. Розташований на кількох островах. Можна також стверджувати, що він пов'язаний і зі штатом Вайомінг, оскільки у Сан-Андреасі є гейзер Регулярний Том (англ. Regular Tom, розташований в Окрузі Боун). Штат складається зі трьох міст і п'яти сільських округів.
Лас-Вентурас і довколишня пустеля засновані на Лас-Вегасі і пустелі в Неваді; Лос-Сантос і навколишня місцевість нагадують Лос-Анджелес і каліфорнійські пустки; Сан-Фієрро — еквівалент Сан-Франциско. Гравці можуть зійти на 800-метрову гору Чиліад (реальна гора Дьябло), стрибнути з парашутом із різних височин і хмарочосів, і відвідати 13 містечок і сіл в п'яти округах, велику дамбу з гідроелектростанцією (заснована на дамбі Гувера, розташованої на кордоні штатів Аризона і Невада), величезну секретну військову базу під назвою «Зона 69» (натяк на відомий об'єкт «Зона 51»), радарну установку і великий військовий авіаносець. Сан-Андреас займає рівно 36 км², що майже вчетверо більше за Вайс-Сіті та вп'ятеро — за Ліберті-Сіті.

### Міста

#### Лос-Сантос
Лос-Сантос (англ. Los Santos; також Місто святих, Булімічна столиця США, Місто грішників) — вигадане місто, столиця вигаданого штату Сан-Андреас, у відеогрі Grand Theft Auto: San Andreas та Grand Theft Auto V. Лос-Сантос є прототипом міста Лос-Анджелес, штат Каліфорнія, через що ці міста мають велику кількість спільних рис. Крім того слово «Лос-Сантос» іспанською мовою означає «святий», чим схоже на прізвисько справжнього міста Лос-Анджелес — «Ангели». Лос-Сантос складається з абсолютно різних районів, починаючи від найбідніших, з високим рівнем злочинності і закінчуючи бізнес-районами з великою кількістю хмарочосів та дорогих автомобілів. Саме з цього міста починається сюжет гри. У Лос-Сантосі можна знайти відомі місця міста-прототипу: Watts Towers, Los Angeles Convention Center, хмарочоси Capitol Tower і Башта Банку США (Башта Банку Лос-Сантос), голлівудську Алею зірок і кінотеатр Грумана. Місто ділиться на 31 район, включаючи кримінальний Гентон, Айдлвуд і Східний Лос-Сантос (засновані відповідно на передмістях Комптон, Інглвуд і східному районі Лос-Анджелеса). Також присутній жвавий діловий центр міста, елітні райони Родео, Малголланд і сяючий Вайнвуд, заснований на відомому Голлівуді.

#### Сан-Фієрро
Сан-Фієрро (англ. San Fierro) — вигадане місто штату Сан Андреас в світі серії ігор Grand Theft Auto, друге місто, куди потрапляє гравець після Лос-Сантосу. Місто є прототипом реального Сан-Франциско у Каліфорнії. Це найбільш урбанізоване місто із трьох. На південь від міста розташована гора Чіліад та селище Енджел Пайн; на північ — селище Причал за мостом Гант (прототип Golden Gate Bridge); на північний схід — місцевість Тієрра-Робада (реальна Сьєрра-Невада); на захід і на схід розташоване море. Сан-Фіерро являє собою інтерпретацію таких відомих місць як район Гейт-Ешбурі («Hashbury»), Кастро («Queens»), Чайнатаун і міст Золоті Ворота («Gant Bridge»), також у місті відтворений горбистий рельєф і знамениті міські трамваї Сан-Франциско (cable car). У міста є й інші пам'ятки, в тому числі баштові годинники Embarcadero, хмарочос Трансамерика-Пірамід («Big Point Building») і вигнута вулиця Ломбард Стріт («Windy Windy Windy Windy Windy Street»), а також шотландські пам'ятки, серед яких залізничний міст «Форт-Брідж», автомобільний «Forth Bridge Road». В місті існує район під назвою «Гарсія», названий на честь лідера музичної групи Grateful Dead, який народився у Сан-Франциско — Джеррі Гарсія, а також будівлю мерії, аналогічну з Сан-Франциско. У Сан-Фіерро є залізнична станція, яка має найбільшу кількість шляхів у штаті.

#### Лас-Вентурас
Лас-Вентурас — вигадане місто у штаті Сан-Андреас, третє місце, куди потрапляє гравець у відеогрі Grand Theft Auto: San Andreas після Лос-Сантосу та Сан-Фієрро. Є прототипом Лас-Вегасу. У Лас-Вентурасі гравець може відвідати численні казино і навіть зіграти в них. Доступні такі ігри як покер, рулетка, а також ігрові автомати. У грі присутня можливість поставити на результати перегонів (ця міні-гра доступна і в інших регіонах Сан-Андреаса). На додаток до казино в Лас-Вентурасі існують стриптиз-клуби. Найвідоміші казино Лас-Вегаса детально перенесені в Лас-Вентурас; серед них казино «Ескалібур» («Come-a-Lot»), «Сфінкс» і сусідній готель у вигляді єгипетської піраміди — «Люксор» («The Camel's Toe»), а також «Pioneer Club», де розташовані відомі неонові рекламні вивіски у вигляді ковбоя і дівчини, замінені розробниками на персонажів GTA: Vice City — Ейвері Керрінгтона і Кенді Сакс відповідно. Усі сервіси попередніх міст доступні й тут, хіба що вони дорожчі тут ніж в інших містах. Місто є також притулком для різних сімей Мафії — Сіндакко, Фореллі та Леоне.

### Сільські округи

#### Округ Ред
Округ Ред (англ. Red County) — місцевість, що з'єднує Лос-Сантос з Лас-Вентурасом, оточена лісом і вміщує в собі 4 містечка різних розмірів: Паломіно- Крик, Діллімор, Монтгомері та Блуберрі. Заснований на реально існуючому окрузі Керн, штат Каліфорнія. Округ Ред не блищить пам'ятками, якщо не назвати таким словом завод з виробництва популярного в Лос-Сантосі пива FleischBerg. У Діліморі є поліцейська ділянка, яка є єдиною поліцейською дільницею в окрузі. Здебільшого у цих місцях мешкає туманна погода.
Населені пункти:
- Паломіно-Крік (англ. Palomino Creek) - відносно велике сільське місто, розташоване в північно-східній частині округу Ред. Тут є банк, пограбування якого відбувається в одній із місій Каталіни, та притулок, який можна придбати за $35,000. Також на північний схід від містечка розташований пагорб Ханкі-Панкі-Пойнт. Паломіно-Крік названий на честь струмка, який протікає поряд із ним. В'їзд у Паломіно-Крік з боку струмка являє собою невеликий автомобільний міст із червоними опорами. Поруч із ним знаходиться наполовину зруйнований дерев'яний міст. На момент 1992 року в Паломіно-Крік проживало 6836 мешканців.
- Діллімор (англ. Dillimore) - невелике сільське містечко, розташоване в окрузі Ред. У місті є поліцейська ділянка. Один із будинків Карл може придбати за $40,000. Дилімор складає 2130 осіб. За адміністративним поділом Сан-Андреаса Діллімор входить до складу округу Ред, але насправді він є містом-супутником або навіть передмістям міста Лос-Сантос, оскільки впритул примикає до його районів Малхолланд і Річмен.
- Блуберрі (англ. Blueberry) - сільське містечко, розташоване в північно-західній частині округу Ред і за кілька кілометрів від округу Боун, недалеко від берега струмка Паломіно. Блуберрі знаходиться поряд з Ферн-Рідж, Блуберрі-Ейкерс, Паноптікумом, Хемптон-Барнс і містечком Монтгомері. У Блуберрі можна придбати притулок за 10,000 $. 1992 року населення Блуберрі становило 1309 осіб.
- Монтгомері (англ. Montgomery) - невелике сільське містечко, розташоване в північній частині округу Ред, всього в 3 км від округу Боун. У 1992 року населення Монтгомері становило 3623 людина. Поселення названо на честь Ніколаса Монтгомері, редактора звуків у кат-сценах, або Монтгомері Лі, що створював пейзаж навколишнього середовища. Швидше за все, заснований на Тракі, Каліфорнія.

Цікаві місця:
- Блуберрі-Ейкерс
- Ферма Блуберрі
- Ферн-Рідж
- Рибальська лагуна
- Хемптон-Барнс
- Ханки-Панки-Пойнт
- Ферма Хілтоп
- Перетин Монтгомері
- Норт-Рок
- Паноптикон

#### Округ Флінт
Округ Флінт (англ. Flint County) — малозаселена місцевість, що з'єднує Уетстоун і Лос-Сантос, так само, як і округ Ред, оточена лісом і природою. Мабуть, найбільш пам'ятки тут — це ферма Правди і район Бек-о-Бейонд. Переважає сільський спосіб життя. Здебільшого тут туманна погода з невеликим дощем. Сніговий струмок відокремлює округ Флінт і Уетстоун, тоді як Флінт-Уотер, Лос-Сантос-Інлет та безіменна річка утворюють кордон із Лос-Сантосом та округом Ред. Округ є величезним лісовим масивом у Сан-Андреасі і не має міст, але є одним із найбільших округів у штаті.
Цікаві місця:
- Бек-о-Бейонд
- Бікон-Хілл
- Easter Bay Chemicals
- Тунель Істер
- Фоллен-Трі
- Перетин Флінт
- Флінт-Рендж
- Флінт-Уотер
- Ліфі-Холлоу
- Лос-Сантос-Інлет
- Ферма Культу

#### Округ Боун
Округ Боун (англ. Bone County) - пустельний регіон на півночі штату, рясніє столовими горами. У західній та південно-західній частинах розташовані високі та химерні за формою гори та скелясті утворення, подібні до тих, які насправді існують у Долині монументів в Аризоні. Часто тут бувають піщані бурі. В окрузі Боун розташовано багато примітних об'єктів, зокрема військова база Зона 69, радіотелескоп «Велике вухо», водосховище Шермана, покинутий аеродром і цвинтар літаків Вердант-Медоус, каменоломня, нафтове поле Октан-Спрінгс.
Населені пункти:
- Форт-Карсон (англ. Fort Carson) - найбільше місто в окрузі, розташоване на південному заході округу Боун. На північ від міста знаходиться Lil' Probe'Inn, а також Зона 69, "Велике Вухо", Грін-Палмс, Октан-Спрінгс і Регьюлар-Том, а на південь - міст Мартін і округ Ред. На захід від Форт-Карсона знаходиться Тьєрра-Робада, а на схід - кар'єр Хантер. У Форт-Карсон є міська мерія. У південній частині міста знаходиться район з одноповерховими будинками та трейлерами. У західній частині офіс шерифа та медичний центр. Також тут є будинок на північно-західному краї міста за 30 000 доларів. У Форт-Карсоні є п'ять мотелів і пара барів. Форт Карсон заснований на місті Карсон-Сіті, столиці штату Невада.
- Лас-Паясадас (англ. Las Payasadas) - містечко в північній частині округу Боун. Розташований на шосе Лас-Вентурас - Ель-Кебрадос, на північний захід від аеродрому Вердант-Медоус, який видно звідси. Єдина пам'ятка — величезна механічна статуя півня «World's Largest Cock» з головою, що постійно гойдається. Чисельність населення 211 осіб у 1992 році.
- Лас-Брухас (англ. Las Brujas) — покинуте поселення серед скелястого масиву Эль-Кастильо-дель-Дьябло у окрузі Боун. Лас-Брухас розташований у самому серці скелястого масиву Ель-Кастільо-дель-Дьябло та має історично характерну забудову для часів Дикого Заходу. Можна виділити маленьку мальовничу церкву, за якою розташований цвинтар із вцілілими надгробками. Поселення має сходовий спуск до водосховища Шермана та з'єднане ґрунтовими дорогами з греблею Шермана та Вердант-Медоус. Тут також починається ґрунтова дорога в Арко-дель-Оесті. Прототипом цього містечка є реально існуюче в штаті Каліфорнія місто-примара Боді.

Цікаві місця:
- Кар'єр Хантер
- Гейзер «Щасливий»
- Зона 69
- Бар Lil'Probe'Inn
- Вердант-Медоус
- Супутникова тарілка «Велике Вухо»
- Ель-Кастільо-дель-Дьябло
- The Big Spread Ranch
- Октан-Спрінгс
- Рег'юлар-Том
- Електростанція, розташована біля Зони 69
- Водосховище Шермана
- Грін-Палмс
- Арко-дель-Оесте
- Готель «Волле Окултадо»

#### Округ Уетстоун
Уетстоун (англ. Whetstone) - розташований в південно-західній частині штату і в основному вкритий лісом. Уетстоун частково заснований на окрузі Контра-Каста у штаті Каліфорнія. Головною та практично єдиною пам'яткою є гора Чиліад.
У регіоні знаходиться один населений пункт:
- Ейнджел-Пайн (англ. Angel Pine) - невелике сільське містечко в окрузі Уетстоун. Розташований між горою Чиліад, що є головною пам'яткою містечка, та лісом Шейді-Крікс, на південь від Сан-Фієрро. У містечку розташована тартак. Також тут є притулок, розташований на північний схід від парку трейлерів, який можна придбати за $20,000. Крім трейлерів тут є багато будинків для середнього класу, офіс шерифа і медичний центр. Також неподалік Ейнджел-Пайна розташована хатина Шейді-Кебін.

Цікаві місця:
- Сміттєзвалище Ейнджел-Пайна
- Медичний центр Ейнджел-Пайна

#### Тьєрра-Робада
Тьєрра-Робада (англ. Tierra Robada, ісп. «Вкрадена земля») — місцевість, що з'єднує Сан- Фієрро з округу Боун. Реальним прототипом округу, швидше за все, є Сьєрра-Невада, оскільки назва Тьєрра-Робада дуже нагадує назву каліфорнійського гірського хребта. Особливо визначних пам'яток тут немає, зате є деякі цікаві місця.
Населені пункти:
- Бейсайд (англ. Bayside) - містечко середніх розмірів в окрузі Тьєрра-Робада. Це досить багате і популярне містечко, яке є також великим причалом і знаходиться в безпосередній близькості від Сан-Фієрро. Насправді Бейсайд є містом-супутником і навіть передмістям мегаполісу. Має у своєму складі два райони: безпосередньо сам Бейсайд та район Бейсайд-Марина. На півночі Бейсайд оточений ланцюгом безіменних гір, вище за які в штаті тільки гора Чиліад. Поруч проходить міст Гант та автомагістраль, яка починається у Сан-Фієрро і закінчується у Лас-Вентурасі. Швидше за все, його прототипами послужили міста Тіб'юрон та Сосаліто в окрузі Марін, штат Каліфорнія.
- Лас-Барранкас (англ. Las Barrancas) - невелике містечко на південному сході округу Тьєрра-Робада. Розташований на південь від Дамби Шермана, на захід від «Великого вуха» та на північний захід від Форт-Карсона. Тут знаходиться закусочна і один із двох мотелів "Tee Pee Motel" у вигляді індіанських вігвамів. У цьому ізольованому місці є залишки доісторичної індіанської культури Анасазі, висічені в скелястому нарості у східній частині міста. У центрі Лас-Барранкаса є старий цвинтар, переважно знесений. На захід від Лас-Барранкаса розташований притулок. Лас-Барранкас, можливо, заснований на Овертоні, що в штаті Невада.
- Валле-Окультадо (англ. Valle Ocultado) - найменший населений пункт у штаті. Розташований у північно-східній частині округу Тьєрра-Робада, біля підніжжя моста, що веде на захід в Ель-Кебрадос, і на північ від Арко-дель-Оесте. Найближчі райони також включають Дамбу Шермана, водосховище Шермана та Лас-Паясадас. У селі розташовані два мотелі. Один з них, Tee Pee Motel, примітний тим, що збудований в індіанському стилі. Також є заправка, а на спуску до водосховища — станція човна з причалом. Прототипом для мотелю Tee Pee Motel послужив реальний мотель Wigwam Motel, розташований в Холбруку, штат Аризона.
- Ель-Кебрадос (англ. El Quebrados) - невелике містечко, розташоване на північному сході округу Тьєрра-Робада. Прилягає до дороги, яка пов'язує Тьєрра-Робаду із округом Боун на півночі. У місті є медичний центр, шерифська ділянка, магазин Ammu-Nation, а також притулок, який Карл може придбати за $20,000. Неподалік знаходиться місто-примара Альдеа-Мальвада. Ель-Кебрадос заснований на статистично відокремленій місцевості Бріджпорт, штат Каліфорнія.
- Альдеа-Мальвада (англ. Aldea Malvada) - невелике ізольоване, зруйноване місто-примара на північному сході округу Тьєрра-Робада. Місто розташоване на вершині гори на схід від Ель-Кебрадоса і на захід від Арко-дель-Оесте та Дамби Шермана. Залишки міста виглядають більш давніми, ніж, наприклад, у Лас-Брухаса і, ймовірно, відносяться до іншої культури. Місто може бути засноване на Пуебло-Гранде-де-Невада, комплексі покинутих сіл, заснованих пуеблоанами, який на даний момент є містом-музеєм.

Цікаві місця:
- Човнова школа
- Бейсайд-Маріна
- Тунель Бейсайд
- Безіменна Кордильєра
- Перетин Робада
- Водосховище Шермана
- Дамба Шермана
- Будинок Торено
- Міст Гарвер

## Сан-Андреас у Grand Theft Auto V
Штат Сан-Андреас, також відомий як Республіка Сан-Андреас, - вигаданий штат США у комп'ютерній грі Grand Theft Auto V, розташований на Західному узбережжі держави. Прототипом штату є Каліфорнія. Сан-Андреас у Всесвіті HD більш точно відображає Каліфорнію, на відміну від Сан-Андреаса у Всесвіті 3D. Доступна територія в грі - Південний Сан-Андреас, що складається з округу Лос-Сантос який не слід плутати з містом Лос-Сантос і округу Блейн, але невід'ємними частинами штату також є Сан-Фієрро і Лас-Вентурас, тільки згадані в Grand Theft Auto V, а також округ Ред, згадуваний Grand Theft Auto IV. Тревор Філіпс згадує, що доступний у грі острів називається своїм місцем розташування — Південний Сан-Андреас.
Не так багато відомо про історію Сан-Андреаса, але можна припустити, що вона подібна до реальної історії Каліфорнії. Протягом усієї сюжетної лінії історія штату проявляється у фрагментах діалогів, наприклад, згадується, що Сан-Андреас був територією Мексики у 1800-х роках, що пояснює високу частку етнічних мексиканців у населенні штату та численні іспаномовні географічні назви. Місто Лос-Сантос було засноване у 1781 році, коли ця територія ще була під контролем Іспанської імперії. Старі мексиканські пологи, такі як Мануель, живуть тут протягом понад 200 років і вважають себе американськішими, ніж самі американці. Округ Блейн був заснований в 1823, тільки через два роки після того, як Мексика здобула незалежність.
Судячи з сучасного прапора штату, цілком можливо, що американські поселенці прибули до Сан-Андреаса, перемогли мексиканську адміністрацію території, і встановили Республіку Сан-Андреас. Після приєднання Сан-Андреаса до США штат зберіг свій республіканський прапор, а також формально залишив за собою статус республіки.
Округ Лос-Сантос був створений у 1889 році, через багато років після заснування округу Блейн. У 20 столітті Сан-Андреас став центром американської масової культури, зокрема, Вайнвуд є символом американського кінематографа. У Grand Theft Auto IV згадувалося, що у 1990-х роках Лос-Сантос зазнав заворушень, як і його прототип, Лос-Анджелес.
Бобр є офіційною твариною штату Сан-Андреас. Бобра можна побачити на державному прапорі штату, на логотипі Лос-сантоського окружного шерифського департаменту та на печатці міста Лос-Сантос.

#### Округи
Штат Сан-Андреас ділиться, як мінімум, на чотири округи: Блейн, Лос-Сантос, Палето і Ред і одне об'єднане місто-округ Сан-Фієрро. Реально показані лише два південні округи: Лос-Сантос і Блейн. Перелік округів:
- Округ Блейн — знаходиться на півночі південної, доступної частини Сан-Андреаса, в основному відомий за незайманою живою природою: пустелях, високогір'ям, Аламо-Сі та незайманим лісам. В окрузі знаходиться три міста: Сенді-Шорс, Грейпсід і Палето-Бей. Також тут знаходиться одна з найбільш відвідуваних визначних пам'яток штату - гора Чиліад.
- Округ Лос-Сантос — розташований на півдні південної частини Сан-Андреас. Цей округ є найбільш розвиненим та освоєним. До складу округу входять міста Лос-Сантос, Девіс та Чумаш; останній має у своєму розпорядженні великий незайманий пляж. Округ Лос-Сантос межує з округом Блейн, кордон проходить на північ від шосе 68. Округ Лос-Сантос є найбільшою урбанізованою зоною штату.
- Округ Палето — ймовірно, є третім округом у південній частині штату Сан-Андреас. Мало що відомо про округ, він лише одного разу згадується Лестером Хрестом під час місії GTA Online «Bust Out». Лестер стверджує, що Густаво Мота утримувався у в'язниці в окрузі Палето.
- Округ Ред — ймовірно, є четвертим округом у південній частині штату Сан-Андреас. Мало що відомо про округ, він лише згадується у грі Grand Theft Auto IV.
- Об'єднане місто-округ Сан-Фієрро — згадувалося багато разів у Grand Theft Auto IV, його епізодах, а також в Grand Theft Auto V. Оскільки його прототип, Сан-Франциско, є містом-округом, то можна припустити, що і Сан-Фієрро теж. Міста-округи вже з'являлися в серії ігор Grand Theft Auto: Grand Theft Auto: San Andreas такими по суті були Лас-Вентурас, Лос-Сантос і Сан-Фієрро.

#### Міста
Великі міста:
- Лос-Сантос (англ. Los Santos) — вигадане місто, розташоване в окрузі Лос-Сантос. Серце агломерації Великий Лос-Сантос. Заснований на мегаполісі Лос-Анджелесі, штат Каліфорнія. Є найбільшою та однією з основних локацій. Це одне з найбільших міст історії Rockstar Games. Тут відтворено майже всі визначні пам'ятки свого прототипу. Вайнвуд-Хіллз, прототипом якого є Голлівуд-Хіллз, Maze Bank Tower, Обсерваторія Галілео, Вайнвудська «Алея слави» та багато іншого.
- Девіс або Дейвіс (англ. Davis) — включене місто та район на півдні округу Лос-Сантос. Частина метрополітенського ареалу Великий Лос-Сантос. Є бідним містом із високим рівнем злочинності, яка в основному пов'язана з боротьбою між бандами The Families та Ballas. Девіс є єдиним містом всередині міста Лос-Сантос і має власний суд і власний відділ пожежної охорони, який є філією Департаменту пожежної охорони міста Лос-Сантос. Межує на півночі зі Строберрі, Ранчо та Чемберлен-Хіллз. Як і Гентон з GTA San Andreas, Девіс заснований на реальному місті в Окрузі Лос-Анджелеса Комптон.

Середні та дрібні міста:
- Сенді-Шорс (англ. Sandy Shores, «Піщані береги») — місто знаходиться в окрузі Блейн біля Аламо-Сі, завдяки чому туди приїжджають туристи купатися. У міста є маленька злітно-посадкова смуга. У цьому місті мешкає Тревор. Місто щодо характеру пустельне, і сюди зазвичай приходять койоти. Тут багато собак і, зокрема, більшості будинків - трейлери із парканами. Заснований на Дезерт-Шорс; також на нього вплинули такі міста, як Бомбей-Біч, Мекка та Солтон-Сіті. Місто, можливо, стало бідним через спад туризму, викликаний збільшенням токсичності озера.
- Грейпсид (англ. Grapeseed) — місто, розташоване в окрузі Блейн на північний схід від Аламо-Сі. Це місто фермерів з лише однією торговою вулицею. Місто оточують поля із сільськогосподарськими культурами. Девіз міста - "Індустріальне серце Аламо-Сі". Велику площу міста займають сільськогосподарські угіддя, які включають овочеві поля, а також склади, де зберігається сільськогосподарська техніка. Вдень фермери їздять на тракторах навколо своїх полів, а іноді разом із працівниками працюють на своїх плантаціях. Прототипом міста є Каліпатрія, округ Імперіал, штат Каліфорнія.
- Палето-Бей, також просто Палето — невелике місто в окрузі Блейн. Розташований біля гори Чиліад, де іноді влаштовують курячі фестивалі Cluckin' Bell. Палето — дуже хороше місто для відпочинку мешканців міста Лос-Сантос, які втомилися від міської суєти, або для подорожуючих навколо Округа Блейн, оскільки тут також дуже популярне полювання. У місті здебільшого живуть іспанські іммігранти, аргентинці, чилійці та інші іспаномовні національності. Палето-Бей має схожість з містом Морро-Бей, з елементами Біг-Сура і Камбрії в районі Центрального узбережжя. Також Палето-Бей є елементи внутрішніх міст південної Каліфорнії, таких як Соміс, а деякі будівлі схожі на будівлі Ламонта, Філлмора і Піру.
- Чумаш (англ. Chumash) — місто середніх розмірів в Окрузі Лос-Сантос. Це місто засноване на Малібу, штат Каліфорнія. Судячи зі слів Дейва Нортона, він населений хіпстерами. У місті багато будинків на першій береговій лінії, а також кілька доків. Основною транспортною артерією міста є шосе Грейт-Оушн. Чумаш є однією з основних локацій у місії By the Book. У Чумаші Дейв Нортон та Майкл Де Санта вбивають азербайджанського терориста Тахіра Джавана.

Невизнані поселення:
- Гелілі - село або невелике місто в окрузі Блейн. Прототипами села є Мекка та Ніленд у штаті Каліфорнія. Назва села, швидше за все, взята з біблійної назви області в Ізраїлі.
- Дайнті-Вілледж (Село Гідності) - село в окрузі Блейн. Село саме по собі є лише малим табором із кількома наметами подекуди. Деякі волоцюги сидять біля вогнищ і зігріваються теплом. Тому можна з упевненістю сказати, що Дайнті-Вілледж є найбіднішою місцевістю, а також, ймовірно, найменшою. Дайнті-Вілледж добре захована в сільській місцевості, так що люди, що їдуть шосе 1 не можуть бачити табір.
- Кейп-Кетфіш (англ. Cape Catfish) — село в Окрузі Блейн. Є другим найменшим за розміром населеним пунктом, одразу після крихітного табору Дайнті-Вілледж. Село на морському узбережжі складається з халуп та причепів з антисанітарними цсловіями життя. Можна знайти сарай у південній частині селища, наповнений якимись рибальськими снастями та каное. У східній стороні Кейп-Кетфіш можна знайти невеликий док, де місцеві ловлять рибу. Кейп-Кетфіш – тихий район. Це пов'язано з його ізоляцією, оскільки село знаходиться далеко від будь-якої великої дороги.
- Північний Чумаш (англ. North Chumash) - маленьке місто в окрузі Блейн. Прототипом міста є Порт-Хьюнемі, штат Каліфорнія.
- Стеб-Сіті (англ. Stab City) — невизнане поселення розташоване в окрузі Блейн. Селище складається з численних старих причепів і ґрунтової кільцевої дороги, що проходить через поселення, також ця територія належала мотоклубу «Пропащі». Прототипом поселення є Слеб-Сіті біля озера Солтон-Сі.
- Хармоні (англ. Harmony) - село в окрузі Блейн. Розташоване в безпосередній близькості від пустелі Гранд-Сенора. Шосе 68 перетинає Хармоні, а також біля неї розташовані всі місцеві підприємства. Хармоні є типовим поселенням сіл, де живуть мужички у парках трейлерів та роблять метамфетамін. Основна спрямованість Хармоні — туризм, тому тут є два міні-маркети, розташовані поруч один з одним. Територія Хармоні поділяється на дві частини: Західний Хармоні та Східний Хармоні. Західна сторона Хармоні більш житлова і включає до складу великого парку трейлерів, а також аптеку і магазин одягу. На східній стороні Хармоні розміщено бізнес та комерцію. Більшість магазинів у поселенні знаходяться тут, включаючи Los Santos Customs та Blaine County FLEECA Bank.

## Згадки про штат в інших іграх серії
Є численні посилання на Сан-Андреас у Grand Theft Auto IV і Grand Theft Auto: Episodes From Liberty City. Ці посилання включають згадки в телепередачах і по радіо, але, тим не менш, посилання натякали на Сан-Андреас з GTA: San Andreas.
Можна зрозуміти по діалогам та інформації на інтернет-сайтах, міста Лос-Сантос (в тому числі і Вайнвуд), Округ Ред, Сан-Фієрро і Лас-Вентурас існують в іграх Grand Theft Auto IV і Grand Theft Auto: Episodes From Liberty City.

## Банди

### Всесвіт 3D

#### Лос-Сантос
Загалом у місті присутні 5 кримінальних угруповань.
Grove Street Families (укр. Сім'ї з Гроув-стріт) — афроамериканська вулична банда з Лос-Сантоса, яка є угрупуванням-протагоністом у грі, оскільки Карл Джонсон, головний герой, є шановним членом банди та братом її лідера, Шона Джонсона. Розпізнавальний колір банди – зелений.
За кілька років до подій гри Grove Street Families була не просто бандою, а альянсом із трьох підгрупувань. Таку назву альянс отримав, оскільки сформувався на вулиці Гроув-стріт. Відомо, що з 1987 до 1992 року в альянсі стався розкол, і підгрупування Temple Drive Families та Seville Boulevard Families відокремилися від альянсу. Після цього Grove Street Families перестала бути альянсом банд та стала просто бандою.
Раніше цей альянс банд вважався найсильнішим у місті, але коли через смерть свого молодшого брата в Ліберті-Сіті поїхав Карл Джонсон, протагоніст гри і один з лідерів банди, справи пішли погано.
Заклятим ворогом Сімей із Гроув-стріт є інший афроамериканський альянс банд — Ballas. Також Grove Street Families ворогує із мексиканською бандою Los Santos Vagos. У процесі сюжету налагоджує союзницькі відносини з іншим мексиканським угрупуванням Varrios Los Aztecas.
Grove Street Families і Varrios Los Aztecas позиціонуються як найбільш правильні банди, оскільки вони виступають проти торгівлі важкими наркотиками, наприклад, як крек-кокаїн.
Поза місіями бандити з Grove Street Families їздять на автомобілях Savanna, Voodoo та Greenwood. Спочатку поза місією члени угруповання озброєні лише пістолетами, а після пограбування складів армії члени банди на додаток отримають напівавтомати Tec-9. Якщо ж Сі-Джей зафарбує всі 100 графіті на вулицях Лос-Сантоса, то ці дві вогнепальні зброї у Сімей із Гроув-стріт будуть замінені ножами, Desert Eagle та SMG.
Відомо, що в ранніх версіях гри цей альянс банд звався Orange Grove Families.
Основними членами банди є:
- Шон Джонсон (Світ) - лідер банди.
- Карл Джонсон (Сі-Джей) - брат Світла і молодший бос банди, головний протагоніст гри.
- Мелвін Харріс (Біг Смоук) — раніше впливовий член банди.
- Ленс Вілсон (Райдер) — раніше впливовий член банди.

Підгрупування альянсу Grove Street Families до розколу:
- Grove Street Families — за кілька років до подій гри промишляла здебільшого Гетто Лос-Сантоса, але на початок гри контролює лише район Гентон; після розколу альянсу зберегла назву Grove Street Families за собою.
- Seville Boulevard Families - промишляли до подій гри і промишляють на початок гри в районі Плайя-дель-Севіль.
- Temple Drive Families - промишляли до подій гри і промишляють на початок гри в районах Темпл і Санта-Марія-Біч.

Ballas (укр. Балласи) — афроамериканський альянс вуличних банд, який виступає в ролі головного угрупування-антагоніста у грі і є заклятим ворогом Grove Street Families і Карла зокрема. Члени банди носять одяг фіолетового кольору.
На початок гри Балласи є найбільшим і найсильнішим злочинним співтовариством в Лос-Сантосі, утримуючи під своїм контролем майже всю західну, центральну і південну частини міста, а також немаленькі території на Верона-Біч.
Балласи з головою залучені до торгівлі важкими наркотиками, а також, зважаючи на все, беруть активну участь у торгівлі зброєю.
На відміну від підгрупування Grove Street Families, підгрупування Ballas поводяться по відношенню один до одного мирно, і між ними не було помічено будь-яких конфліктів чи розбіжностей.
Крім Сімей з Гроув-стріт Балласи перебувають у поганих стосунках із Varrios Los Aztecas. Крім ворогів у Балласів є і союзники: це їх мексиканські партнери з наркобізнесу Los Santos Vagos і Російська мафія, з якою Балласи ведуть угоди з купівлі та продажу зброї.
У грі відомий лише один із лідерів Балласів - Кейн, який є лідером підгрупування Front Yard Ballas.
Поза місіями Балласи пересуваються на автомобілях Tahoma та Majestic, а з озброєння члени банди мають пістолети та Мікро-ПП.
Відомі члени банди:
- Кейн — лідер підгрупування Front Yard Ballas (убитий).
- Маленький Хорек — впливовий член банди. Раніше був членом Grove Street Families, але зрадив Сімей і перекинувся до Балласів (убитий).
- Бі-Дап - Раніше впливовий член банди в Grove Street Families, але через бажання заробляти гроші на продажу наркотиків вийшов зі складу Сімей. Можливо, є членом Ballas, враховуючи його зв'язки з цією бандою, подальше придбання будинку на її території та наймання великої кількості Балласів-охоронців.

Як і Сім'ї з Гроув-стріт, Балласи поділяються на кілька підгрупувань, що контролюють різні території:
- Front Yard Ballas
- Rollin' Heights Ballas
- Kilo Tray Ballas
- Temple Drive Ballas

Los Santos Vagos (скор. LSV; укр. Вагоси) — це одна з двох мексиканських банд Лос-Сантоса, яка тримає на початку гри під контролем найбільша кількість територій у порівнянні з іншими бандами міста. Однак за силою та впливом Вагоси все ж таки поступаються Балласам. На початку гри дане угруповання контролює всю північну і східну частину Гетто Лос-Сантоса. Розпізнавальним кольором банди є жовтий.
Банда активно торгує важкими наркотиками та співпрацює у цьому бізнесі з бандою Ballas. Вагоси не люблять Grove Street Families, а їх заклятим ворогом є інша мексиканська банда Varrios Los Aztecas. Незважаючи на велику кількість територій, Вагоси не мають підгрупувань.
Лідер Вагосов невідомий. Єдиним відомим високопосадовцем банди є Біг Поппа, наркоторговець, який разом з іншими Вагосами захоплює в процесі сюжету будинок дуже відомого гангста-репера Мед Догга.
Поза місіями Вагоси пересуваються на автомобілях Hermes, Tornado та Oceanic. Незважаючи на свій великий вплив, поза завданнями членів цієї банди можна побачити лише з пістолетами.
Відомі члени банди:
- Біг Поппа - відомий наркоторговець (убитий).
- Фредді - співкамерник Оу Джі Лока (убитий).

Varrios Los Aztecas (скор. VLA; укр. Ацтеки) — друга мексиканська банда з Лос-Сантоса, яка є на початку гри найменшою за контрольованими територіям бандою в місті - під їх контролем знаходяться райони Ель-Корона, Маленька Мексика і Станція Юніті, розташовані в південно-західній частині гетто Лос-Сантоса. Головним кольором банди є бірюзовий.
На початок гри Ацтеки конфліктують із усіма трьома вуличними бандами Лос-Сантоса, але їхніми заклятими ворогами є Вагоси. Хоча Ацтеки, як і Grove Street Families, виступають проти торгівлі важкими наркотиками, це не заважає цим двом бандам конфліктувати між собою на початку гри.
Лідером Ацтек є Цезар Віальпандо, який починає зустрічатися з Кендл Джонсон, сестрою Сі-Джея, що сприяє початку дружби між Карлом і Цезарем, а також поступової нормалізації відносин між Сім'ями з Гроув-стріт і Ацтеками.
Головний бізнес банди – продаж зброї. Також Ацтеки займаються стритрейсерством та лоурайдингом — на станції Юніті вони часто проходять лоурайдерські змагання.
Поза місіями Ацтеків можна побачити такими, що роз'їжджають на автомобілях Broadway, Hermes і Glendale. Незважаючи на свій невеликий вплив, члени угруповання озброєні поза завданням пістолетами та Мікро-ПП, що, ймовірно, є наслідком вдалої торгівлі зброєю.
Відомі члени банди:
- Цезар Віальпандо - лідер угруповання.
- Хосе — шановний член банди.
- Гел - Шановний член банди.
- Хейзер — шановний член банди.
- Санні - Шановний член банди.

Російська мафія (англ. Russian Mafia) - банда, присутня в Лос-Сантосі. Вихідці з Росії, які приїхали в США після закінчення Холодна війна і слідом за розпадом СРСР.
Одна з банд, пов'язаних із C.R.A.S.H. і Біг Смоуком, поряд з Баллас, Вагос Лос-Сантоса та Ріфа Сан-Фієрро. Порівняно з іншими бандами «ліги», російська мафія виступає як більш «вторинна» банда, працюючи скоріше як підтримка, ніж офіційний учасник.
З приходом банди в Лос-Сантос Атріум був визначений як база. Пізніше їх атакували на власній території Біг Смоуком — тоді ще членом Grove Street і Сі-Джеєм. Також пізніше їх атакували під час операції з бандою Баллас, на яку вони переодяглися механіками. Ні росіяни, ні Баллас не змогли зупинити Джонсона від зриву їхньої зустрічі.
Останній раз мафія з'являється у місії End of the Line, де намагається захистити Біг Смоука та усунути Джонсона. Зрештою, росіяни, поряд з іншими бандами та мафіями, зазнали фіаско.

#### Сан-Фієрро
- San Fierro Rifa (укр. Рифа з Сан-Фієрро) або просто Rifa (укр. Рифа) — мексиканська вулична банда з Сан-Фієрро, очолювана Ті-Боуном Мендесом. Головним кольором San Fierro Rifa є синій. Єдина мексиканська банда в Сан-Фієрро, яку очолює Ті-Боун Мендес. Під контролем угруповання знаходяться такі райони як Гарсія, Доерті, Кінгс, а також район Беттері-Пойнт, в якому знаходиться клуб "Jizzy's Pleasure Domes", де відбуваються зустрічі між Ті-Боуном Мендесом та іншими членами Синдикату Локо, злочинної організації, що спеціалізується на виробництві. та поширення наркотиків, в якій Мендес є другим босом. Навіть незважаючи на подальшу смерть Ті-Боуна, Ріфа продовжить контролювати свої території.
- Парні з Дананга (англ. Da Nang Boys; названа на честь в'єтнамського регіону і міста Дананг) - в'єтнамське угрупування бандитів, що промишляє в Сан-Фієрро. Банда відрізняється крайньою жорстокістю. Основні напрями їхньої діяльності — рекет, торгівля наркотиками та найголовнішим типом їхньої діяльності залишається работоргівля. Da Nang Boys показані головною в'єтнамською бандою у місті. Діють у районі Істер-Бейсін. Da Nang не мають союзників, і ведуть війну відразу з рештою банд. У Сан-Фієрро Da Nang активно ведуть війну з San Fierro Triads і менш активно з San Fierro Rifa. Ставлення між Da Nang і Ballas не відомі, імовірно вони так само ворогують. Члени банди зазвичай озброєні 9-мм пістолетами та Мікро-ПП, у місіях АК-47, MP5, дробовиком та TEC-9. По своїх районах вони пересуваються Tampa, Manana і Buccaneer, в яких грає їх улюблена радіостанція Bounce FM.
- Тріади Сан-Фієрро (англ. San Fierro Triads) — організоване злочинне угруповання іммігрантів з Гонконгу, що контролює Чайнатаун і прилеглі до нього райони в місті Сан-Фієрро. Спочатку Тріади поділяються на дві групи. Перша — The Mountain Cloud Boys, найвідоміша та найактивніша група, якою керує Ву Зі Му на прізвисько «Вузі». Друга — Red Gecko Tong, менш активна, але не менш важлива група, яка перебуває під керівництвом Ран Фа Лі. Групи часто діють спільно, але стосовно особистих справ, вони працюють окремо. Головним ворогом Тріад є хлопці з Дананга, банда в'єтнамських іммігрантів. Вони також негативно ставляться до банди ріфа. Зазвичай Тріади озброєні потужною зброєю, такою як АК-47. Обидві організації сплачують Карлу Джонсону за ліквідацію в'єтнамської банди Da Nang Boys. Зазвичай бандити на вулицях ставляться до Карла нейтрально, але за агресії з його боку вони нападають. Після того, як усі справи в Сан-Фієрро були вирішені, The Mountain Cloud Boys, група Вузі, перебирається до Лас-Вентурасу, де відкривають своє казино The Four Dragons Hotel & Casino. У Лас-Вентурасі справи Тріад йдуть не надто гладко, оскільки у місті багато конкурентів, якими заправляє мафія Сіндакко. Проте, на запрошення ВНЗ, Карл Джонсон знову приходить на допомогу до Тріад і допомагає їм вирішити всі їхні проблеми, а також допомагає в пограбуванні казино Caligula's Place.

#### Лас-Вентурас
Мафія (англ. Mafia) — банда контролююча казино Калігула в місті Лас-Вентурас. Глава мафії - Сальваторе Леоне, Полі Сіндакко та Марко Фореллі. Сі-Джей перетинається з цією бандою, коли допомагає Кену Розенбергу та його знайомим вийти з мафії, в яку вони вступили помилково. Мафія Лас-Вентураса родом із Ліберті Сіті.
В основному Мафія Лас-Вентураса ворогує з кримінальною родиною Фореллі з Ліберті Сіті. У кількох місіях Сі-Джей повинен потрапити в літак із найманцями з родини Фореллі, а також особисто злітати в Ліберті-Сіті, щоб розібратися з доном мафії Фореллі.
А також мафія Лас-Вентураса трохи торгує наркотиками та веде бізнес у казино. Але після пограбування казино, яке робить сам Сі-Джей та команда Ву Зі Му, мафія втрачає свій бізнес.
Членів мафії Лас-Вентураса можна зустріти лише у казино Калігула, де вони працюють охоронцями. Або ж, якщо програти в казино більше, ніж є готівкою, вони ганятимуться за Сі-Джеєм по всьому Сан-Андреасу. Їздять на Admiral, Sentinel та Feltzer. Основна зброя – Desert Eagle.
Мафія Лас-Вентураса ділиться на кілька кримінальних сімей:
- Сім'я Леоне (англ. Leone Crime Family) — італо-американська організація, родом із Сицилії («the old country» — так відгукувався про неї Сальваторе Леоне) , Чия основна оперативна база знаходиться в Ліберті-Сіті. Сальваторе Леоне став Доном сім'ї Леоне після кривавої боротьби за владу, що проходить у середині 80-х. У нього є син, Джоуї Леоне, який, на жаль Сальваторе, ще не одружився. Клан Леоне явно заснований на родині Корлеоне із фільму «Хрещений батько»; це підтверджується та його зацікавленістю гральною промисловістю. Улюблена радіостанція сім'ї Леоне - Double Clef FM, що може мати на увазі, що члени цієї організації є шанувальниками класичної музики.
- Сім'я Сіндакко (англ. Sindacco Crime Family) - італоамериканська мафіозна сім'я, що базується в Лас-Вентурасі і Ліберті-Сіті.
- Сім'я Фореллі (англ. Forelli Crime Family) - італо-американська мафіозна організація. Сім'я Фореллі є однією із злочинних сімей у Ліберті-Сіті. Очолюється Сонні Фореллі (до 1986 року), а потім Марко Фореллі (з 1986 по 1992), Франко Фореллі (з 1992 по 1998) та Майком Фореллі (з 1998 по 2001). Сім'я Фореллі намагалася знайти "золоте дно" як на півдні, так і на заході, проте зазнала поразки і незабаром була повністю знищена.

Відомі члени банди:
- Сальваторе Леоне — со-лідер мафії.
- Полі Сіндакко - со-лідер мафії.
- Марко Фореллі - Со-лідер мафії (мертвий).
- Джонні Сіндакко — член мафії (мертвий).
- Кен Розенберг — раніше де-факто управляючий казино.
- Міккі — колишній керуючий казино (мертвий).

### Всесвіт HD

#### Лос-Сантос
The Families - афроамериканський альянс банд, членом якого є один із головних героїв - Франклін.
Сім'ї втратили значну кількість впливу, і навіть втратили Гроув-стріт, де тепер розташувалися Баллас і наркоторговці, члени банди тусуються на своєму районі групами по 4-6 осіб, ведуть запеклу боротьбу з Балласами та Вагосами, але мабуть не так активно, як їхні попередники з Гроув-Стріт, часті сутички між Балласами та Сім'ями відбуваються в районі Карсон-Авеню (Строббері), члени сету CAF стикаються в цій галузі з ворогами що переростає у збройні конфлікти, між собою сети теж часто сваряться, бандити з The Families одягаються як типові у ретро стилі 90-х: зелені футболки, сорочки, куртки, реперські ланцюжки та кепки чорних, салатових та білих кольорів з ініціалами CAF, FDF, CGF.
Банда займає всю територію районів Чемберлен-Хіллз, Строберрі та частину арени Maze Bank. У Сімей йде запекле суперництво з бандою Баллас, що сусідить, а також з бандою на південному сході Ранчо під назвою Вагос.
Альянс не єдиний, і тому по контрольованій території Сім'ї поділяються на окремі угруповання, які називаються сетами.
- Chamberlain Gangster Families (скор. CGF) - є найбільшим сетом банди. Їхня територія складається з усього району Чемберлен-Хіллз. Їх також називають як "пагорби" або "вбивчі пагорби". Більшість членів тусується біля проекту будівель Crystal Heights. Зазвичай вони носять чорні, білі або зелені куртки з логотипом Feud або Corkers спереду, а також зелені, білі або чорні кепки. Ймовірно, їх також називають як "26 Set", оскільки такі графіті часто можна знайти недалеко з графіті інших сетів. Згадується у місії «The Long Stretch». Під час перестрілки з балласами Ламар може крикнути: "CGF у житті!". Стретч також може додати: "Гангстери з Чемберлена тут!", що викликає плутанину, оскільки Ламар складається у Forum Drive Families. Найбільш ймовірно, що сет заснований на угрупуванні Rollin 60s Neighbourhood Crips, оскільки обидва сети мають найбільші контрольовані території в південно-західній частині міста, цей сет полягає у дружніх та інтегрованих відносинах з FDF
- Forum Drive Families (скор. FDF) — сет, у якому перебувають Ламар і Франклін, і є засновниками. Сет ще називаються як "88 Set". Їхня столиця знаходиться на східній стороні Форум-Драйв і, можливо, охоплює всю Північно-Західну частину Строберрі, на півдні вони межують з Carson Avenue Families через свої близькі відносини з CGF ставляться до них ймовірно негативно, а до DNF які живуть у тилу Балас нейтрально.
- Carson Avenue Families (скор. CAF) — даний сет вороже ставиться до сім'ям із Чемберлена і, мабуть, до інших. Територія складається з ділянки Карсон-авеню у Строберрі, проте вони можуть з'явитися у Чемберлен-Хіллз. Члени сету носять спортивні куртки з літерою C, що означає назву бейсбольної команди Corkers. Інші учасники носять зелені, чорні чи білі сорочки. Можливо, засновані на Eight Tray Gangster Crips, оскільки цей реальний сет до 2019 року вів війну з Rollin 60s Crips.
- Davis Neighborhood Families (скор. DNF) — територія сету складається з північно-західної частини Девіса. На момент подій гри воює з Eastside Ballas через близькість територій. Вони також відомі як «брудні дияволи з Девіса» або «Дияви з Девіса». Вони можуть з'являтися біля територій Сімей з Чемберлен, Півдні чи північному заході Девіса. Більшість учасників носять білий, сірий чи чорний спортивний одяг із написом «Davis» або логотипом місцевої хокейної команди Dust Devils. Інші носять типовий для інших сетів одяг.
- Grove Street Families (скор. GSF) — на момент 1992 року цей сет був найбільшим із усіх існуючих. Територія знаходилася на Гроув-стріт, що у Девісі, головним чином у південній та західній його частинах. Ламар під час місії Hood Safari припускає, що лідери сета продовжили своє життя, відмовившись від злочинності. Можливо, вони стали вже багатими людьми. Якоїсь миті до 2013 року члени банди Ballas взяли контроль над Гроув-Стріт, заявивши, що Grove Street Families давно розформувалися і відтепер усіма справами тут заправляють вони. Сет вважався одним із найвідоміших серед усіх. Якщо Франклін з Джиммі Де Сантою приїде на кільце Гроув-Стріт, той запитає, чи ця банда є міфом, на що Франклін відповість, що сет дійсно існував і був активний на початку 90-х, пославшись на події, що відбуваються в грі Grand Theft Auto : San Andreas.

Ballas (укр. Балласи) — афроамериканський альянс вуличних банд із Лос-Сантоса.
У статті Game Informer Rockstar Games заявили, що Баллас все ще ворожі, але коли гравець заходить на їхню територію, вони автоматично не нападають на нього, якщо він не почне нападати першим. Вони й досі носять одяг фіолетового кольору. Вони залишилися одним з найбільших угруповань Лос-Сантоса з часів Grand Theft Auto: San Andreas. Як і раніше, займаються торгівлею наркотиками, зброєю, кришують підприємства, займаються сутенерством, воюють за території.
Групи Ballas:
- Баллас Іст-Сайда (англ. East Side Ballas; скор. ESB): група Баллас на східній стороні Девіса. Вони кажуть ці фрази: ESBG Families Killa!, East Side Balla Gang, what's the problem? "East Side, n * gga!" та «Fuck you, West Side bitches!» Як правило, вони одягають джерсі «Лос-Сантос Пенік» (англ. Los Santos Panic) та пурпурові картаті сорочки.
- Оріджинал-Ковенант Баллас (англ. Original Covenant Ballas; скор. OCB): група Баллас на Ковенант-авеню та Гроув-стріт. Вони кажуть ці фрази: OCBG! FK, VK all day!». Очевидно, це головна група Баллас. До того ж оу-джі Баллас на ім'я Ді з OCB. Зазвичай одягають університетські куртки з логотипом бейсбольного клубу Boars спереду або ззаду, а також футболки з написом SA спереду з доповненням в логотипі Boars.
- Баллас Саут-Сайда (англ. South Side Ballas; скор. SSB): група Баллас на південній стороні Дейвіса. На їхньому одязі розміщено напис «Rancho». Так як район Ранчо називався Джефферсон в GTA San Andreas. Джефферсон звався «Країною Баллас із Роллін-Хайтс». Але в HD-всесвіті Ранчо — точка Вагос.

Los Santos Vagos (також відомі як Vagos; укр. Вагоси; скор. LSV) — мексиканська вулична банда з Лос-Сантоса.
З чуток — найчисленніша мексиканська вулична банда в Лос-Сантосі. Згідно з телевізійною програмою The Underbelly Of Paradise цілком можливо, що вони мають зв'язки з мафіозними сім'ями. З головою залучені до торгівлі наркотиками. Незважаючи на свою звичайну зовнішність вуличних головорізів, Vagos – надзвичайно потужна децентралізована злочинна мережа. Їхній основний інтерес - оборот наркотиків, але вони диверсифікувалися на дистрибуцію середнього рівня, продажу кінцевих споживачів та іншу контрабанду. Багато вищих керівників Vagos в даний час знаходяться в ув'язненні, але все ще керують своєю мережею через мобільні телефони. Їхня ієрархія плоска, але дуже конкурентна, що означає, що якщо один лідер буде усунений, багато інших будуть готові зайняти їхнє місце. Хоча LSV характеризується як мексикансько-американська вулична банда, вони також охоплюють представників гватемальського походження.
Вагоси контролюють район Ранчо. Він має високий рівень злочинності та велику діяльність бандитських угруповань. Для району характерна достатня присутність малого бізнесу. Тут переважно невеликі, односімейні будинки, а також грандіозні житлові проекти на півдні. Ранчо є будинком для "Los-Santos Vagos" і "Varrios Los-Aztecas", які роблять внесок у злочинність району. Район є домом для значної латиноамериканської громади. Vagos постійно контролюють більшу частину території. Aztecas контролює тільки північну частину Ранчо, і їх рідко можна побачити.
Ккан'пхе, або Ккангпайці (англ. Kkangpae; кор. 깡패) — південнокорейська злочинна організація, яка мешкає в Лос-Сантосі. Незважаючи на те, що під їхнім контролем досить мала територія, банда має гарні зв'язки, тож із нею складно боротися.
Їх можна знайти лише у Маленькому Сеулі. Вони дуже схожі на Тріад Лос-Сантоса, особливо озброєнням та зовнішністю. Також вони є союзниками. Якщо гравець дуже близько підбереться до них, вони почнуть стріляти в нього. Корейці беруть участь у всіх типах бізнесу: від проституції до пограбувань.
Marabunta Grande - сальвадорська вулична банда. Історія угруповання до 2013 року невідома. Членів банди легко ідентифікувати за численними татуюваннями, у тому числі і на обличчях. Колір угруповання є синій.
Банда знаходиться у стані війни з Varrios Los Aztecas за торгівлю наркотиками та зброєю в окрузі Блейн.
Членів цієї банди можна знайти на території Східного Лос-Сантоса, переважно в Ель-Бурро-Хайтс. Також вони ошиваються у Східному Вайнвуді та поруч із Мірор-Парком. В основному, вони активні ночами, у вигляді невеликих груп, що стоять на тротуарах або сидять на порогах будинків, каналах або провулках.
Тріади Лос-Сантоса (англ. Los Santos Triads) — великий китайський злочинний синдикат, що з'являється як другорядна група антагоністів поряд з Баллас. Тріади очолює отець Тао Чена, Вей Чен. Є однією з найчисельніших банд.
У 2013 році Тао Чен - син боса тріад Вей Чена - і його перекладач зустрічаються з наркоторговцем Тревором Філіпсом, щоб укласти з ним ділову угоду, оскільки тріади бажають розширити свій вплив і в окрузі Блейн. Проте зрештою вони вирішують працювати з братами О’Ніл через жорстоку та безрозсудну поведінку Тревора та його атаки на власну лабораторію з виготовлення мета, яку захопили ацтеки на помсту за вбивство Тревором до цього їх члена, Ортеги. Тревор дізнається про партнерство, побивши Тао та змусивши перекладача розповісти, хто є їхніми партнерами; після цього Тревор вбиває більшість братів О'Ніл і руйнує їхню ферму як відплату за крадіжку його контракту.
Бажаючи помститися за напад на свого сина та втрату своїх ділових партнерів в окрузі Блейн, Вей Чен посилає своїх людей на пошук Тревора. Дізнавшись, що він полетів у Північний Янктон, тріади пішли за ним. Під час сварки Тревора та Майкла на них нападають тріади. Тревор втік, але захопили Майкла, котрий припадає, на їхню думку, коханцем Тревору. Після того, як Майкл провів у заручниках кілька днів, вони усвідомили, що Тревор не приїде, зате приїхав Франклін, звільнив Майкла і втік разом з ним, вбиваючи всіх тріад на їхньому шляху.
Наприкінці Grand Theft Auto V, якщо гравець вибере опцію «Врятувати обох», Франклін попрямує до місцезнаходження Ченов, уб'є старшого і стане перед вибором: стратити або помилувати Тао. Але за каноном Тао залишається живим, пораненим або просто відпущений.
Varrios Los Aztecas або Aztecas (укр. Ацтеки) — невелика мексиканська вулична банда.
Вони мають зв'язку з картелями. Вони воюють із конкуруючою сальвадорською бандою Marabunta Grande у торгівлі наркотиками, їхній доставці та контрабанді зброї в області пустелі Гранд-Сенора та частинах Лос-Сантоса. Також "Weazel News" передають репортаж про нещодавню перестрілку між двома бандами в пустелі Гранд-Сенора. Ацтекас також відомий тим, що з головою залучені до торгівлі зброєю. Також Ацтеки ведуть активну боротьбу проти Los Santos Vagos.
Представників банди Aztecas можна знайти позаду центральної лікарні Лос-Сантоса у межах Північного Ранчо. Безліч ацтеків ведуть автомобілі; також членів банди модно спостерігати на тротуарі в групах з 3-5 осіб. Ацтеки сповняться рідко та замінюються бандитами з Вагосу. Щоб запобігти цьому, потрібно заходити в Ранчо з півночі, а не з півдня.
Ацтек можна легко обчислити за їх яскраво-тиловим/бірюзовим одягом в стилі чоло. Їхній вибір зброї — пістолети, Micro-Uzi, SMG та ножі. Вони не виробляють татуювання на обличчях, на відміну від своїх конкурентів — банди Марабунта Гранде. Схоже, вони люблять картаті сорочки.
Вірменський моб - банда, що з'являється Лос-Сантосі. Це вірменська банда, яка мешкає по всьому Ла-Пуерта. Їхнім головним союзником є Симон Єтарян, який за сумісництвом є членом банди. Вони не є небезпечною, але численною бандаю. У реальному житті найбільш ймовірно, що мають аналог у вигляді злочинного угруповання Armenian Power.
Моб Бонеллі — злочинна організація, що у Лос-Сантосі. Є італо-американською сім'єю, яка перебуває під контролем Енцо Бонеллі. Члени сім'ї носять серйозну зброю і одягнені в піджаки темних або світлих кольорів. Мають як італійську, так і американську зовнішність.
Одне з небагатьох серйозних кримінальних угруповань, як професіонали або Картель Мадрасо. Вони не мають територій, і їх можна зустріти по всьому місту. Тим не менш, їхня перша і єдина поява в сюжеті відбувається в місії The Construction Assassination, в якій Франклін Клінтон вбиває їх боса. Незважаючи на те, що під їхнім впливом лише одне будівництво, їхній лідер, Енцо Бонеллі, є бізнесменом і, зважаючи на все, має зв'язки з політиками.
Картель Мадрасо (англ. Madrazo Cartel) - важлива банда, що з'являється в Лос-Сантосі. Відіграють велику роль у сюжеті.
Вперше вони з'являються у місії Marriage Counseling. Після того, як Майкл знищить будинок Мартіна, він посилає кілерів, щоб убити Франкліна та Майкла. В результаті, після погоні, Мартін побиває Де Санту і каже, щоб той повернув йому два з половиною мільйони доларів за будинок, і «руйнівник» робить це. Через якийсь час Мартін просить убити Хав'єра, адже той зрадив банду. Після його вбивства Мадрасо відмовляється платити бандитам, і вони викрадають Патрицію Мадрасо, попутно побивши самого Мартіна. Після того, як вони виїжджають з Лос-Сантоса на довгий час, щоб Мартін не вбив їх. Однак, якщо гравець спробує повернутися на ранчо або місто, то на нього нескінченно нападатимуть найманці Мадрасо. Все ж таки, їм вдасться залагодити стосунки з картелем.
Професіонали (англ. The Professionals) - великий кримінальний синдикат у Лос-Сантосі, що з'являється як вторинний антагоніст.
Є професіоналами у торгівлі наркотиками та зброєю. Вони діють по всьому Сан-Андреасу. Сприяють з усіма бандами, і навіть із ФРБ. Вони також працюють як охоронне підприємство та наймані вбивці. Одягнені в офіційні костюми, під якими носять армійські бронежилети, а деякі навіть балістичні маски. Їздять на елітних машинах з високою міцністю, таких як Granger та Fugitive, а також мотоциклах Bati 801 та високошвидкісних фургонах Speedo. Більшість із них — колишні військові, і під час бою розмовляють армійським жаргоном. Цілком ймовірно, що численні угруповання професіоналів ніяк не пов'язані між собою і не мають єдиної ієрархії та ватажка, це пояснюється тим, що деякі професіонали працюють охоронцями на байкерських підприємствах та підпільних заводах зброї в бункерах, а деякі роблять на них набіги. Найчастіше зустрічаються на місіях Лестера.

## Колекціонування

### Всесвіт 3D
- Графіті — колекційний предмет у Лос-Сантосі, що з'являється у грі у вигляді написів на стінах та будинках. Графіті - це спосіб позначення території бандами. Усього є кілька видів графіті: Rollin' Heights Ballas, Temple Drive Ballas, Front Yard Ballas і Kilo Tray Ballas у банди Ballas, Los Santos Vagos у банди Vagos, Varrios Los Aztecas у банди Aztecas і Seville Boulevard Families у однойменної банди, колись банди Grove Street Families, що входила до складу. Зафарбовування графіті відбувається за допомогою балончика з фарбою, поверх графіті ворожих банд Карл малює тег своєї банди. Найкраще зафарбувати всі графіті в ході місії Tagging Up Turf, маючи на руках нескінченний балончик з фарбою, а бонусна зброя, яка починає з'являтися в будинку Джонсонів, буде корисною аж до сюжетних завдань у пустелі. За зафарбовування всіх графіті у будинку Джонсонів з'явиться АК-47, запас коктейлів Молотова, Tec-9 та обріз. Крім того, арсенал банди Grove Street Familes розшириться: члени банди будуть озброєні MP5, Desert Eagle та ножами.
- Знімки — колекційний предмет у Сан-Фієрро. Знімки існують тільки в Сан-Фієрро, штат Сан-Андреас і являють собою обертову іконку з фотоапаратом, яка розташовується над якоюсь пам'яткою або цікавим об'єктом. Щоб успішно зробити знімок, ця іконка має знаходитись в об'єктиві фотоапарата. Періодично необхідно змінювати збільшення камери, щоб сфотографувати далеку іконку. Слід зазначити, що наявність самого об'єкта в об'єктиві необов'язково, фотографувати потрібно лише іконку. Іконка знімка невидима для гравця доти, доки він не подивиться на неї в об'єктив фотоапарата. Якщо увімкнути режим гри від третьої особи, гравець зможе бачити особливе сяйво, яке означає розташування іконки. Подібне сяйво з'являється опівночі і триває кілька ігрових годинників. Кожен із знімків може бути збережений за бажанням гравця, якщо він увімкне режим збереження фотографій. Після кожного знімка його іконка зникає і більше не з'являється в грі. За один зроблений знімок гравець отримає 100$. Таким чином, після збору всіх знімків гаманець Карла поповниться на 5000 доларів. Також зверху гравцю дається ще 100 000 $. Крім того, біля гаража в Доерті з'являться 4 нові види зброї: гранати, снайперська гвинтівка, помпова рушниця та Micro SMG.
- Підкови — предмети колекціонування, які можна знайти тільки в Лас-Вентурасі. Всього розкидано 50 підків по всьому Лас-Вентурасу, найлегше їх видобути після місії Green Goo, оскільки після цієї місії гравцеві буде доступний реактивний ранець. Винагородою за їх збір є збільшення привабливості Карла, а також показник «Удача» збільшується до 1000 після збору всіх підків, яка впливає на ваші шанси виграшу в азартних іграх. Успіх може тільки збільшуватися в міру збору підків. Основною нагородою за їхній збір буде $100000 і перед казино "The Four Dragons Hotel & Casino" будуть доступні чотири види зброї: MP5, вибухівка, бойовий дробовик та M4. Також гравець отримуватиме $100 поверх нагороди за кожну зібрану підкову.
- Устриці — тварини та предмет колекціонування. У всьому Сан-Андреасі налічується 50 устриць, які безладно розкидані по штату, а точніше — по водній території. Устриці зазвичай знаходяться під водою вздовж берегових ліній, під мостами через водоймища, а іноді - в басейнах готелів або особняків. Через їхнє розташування гравцю зазвичай потрібно пірнати під воду, щоб зібрати їх. Щоб дістати устриці якнайшвидше, гравець може використовувати Sea Sparrow, Leviathan або Skimmer, хоча також рекомендується взяти швидкий човен, щоб безпечно зібрати устриць поблизу військово-морської бази Істер Бейсін і зберегтися в ранчо Торено або у притулку у Форт Карсоні або зібрати їх у час місії «Vertical Bird», коли рівень розшуку вимкнено. У процесі колекціонування навички гравця підвищуються, що робить плавання під водою набагато ефективнішим і дозволяє залишатися під водою набагато довше. Збір однієї устриці, як і інших предметів колекціонування у грі, дасть гравцю 100$. За збір всіх 50 устриць гравець отримає нагороду в розмірі 100 000 $, максимальний обсяг легень, а також гравець зможе почати знайомитися з новими дівчатами незалежно від того, який гравець має зовнішній вигляд або привабливість.

### Всесвіт HD
- Уламки космічного корабля — предмет колекціонування розкиданий по всьому штату. Уламки космічного корабля являють собою коробку з синіми вогнями з боків, яка іноді блимає. Якщо ви знаходитесь поряд, що почуєте звук, що дзижчить.
- Частини підводного човна — предмет колекціонування розкиданий по всьому штату. Нагородою за пошук усіх 30 частин підводного човна стане 10 $. Катер Nagasaki Dinghy залишиться у вашому розпорядженні, але без ехолота.
- Уривки листа — предмет колекціонування розкиданий по всьому штату. Знайшовши всі уривки листа, ви дізнаєтесь ім'я вбивці Леонори Джонсон. Після того, ви отримаєте додаткову місію для Франкліна. Пройшовши яку, ви отримаєте досягнення «Таємниця розгадана».
- Трактат Эпсилона — предмет колекціонування розкиданий у всьому штаті. Не впливає на сюжет.
- Приховані пакети — предмет колекціонування розкиданий по всьому штату. Кожен прихований пакет містить у собі суму, але вона однакова. Якщо ви зберете все, то отримаєте 261000 $.
- Прольоти між будинками — 50 завдань з прольоту між висотними будинками, розкидані по всьому штату.
- Каскадерські стрибки - 50 точок для унікальних стрибків розкиданих по всьому штату.
- Польоти під мостом — 50 завдань прольоту між мостами, розкидані по всьому штату.
- Ядерні відходи — 30 ядерних відходів, розкиданих дном океану навколо берега. За кожну знайдену бочку ви отримуєте 23 000 $, в результаті має вийти 440 000 $, і бонус 250 000 $ за знахідку останньої частини - підсумкова нагорода складе 690 000 $.
- Польоти під мостом — 50 завдань прольоту між мостами, розкидані по всьому штату.
- Мозайка мавпи (PC/PS4/Xbox One) — ексклюзивне завдання з колекціонування, на PC, Xbox One та PS4 з версій гри на Xbox 360 або Playstation 3. Треба сфотографувати всі 50 зображень мозаїки , в нагороду ви отримаєте ексклюзивний одяг мавпи та доступ до автомобіля Dinka Go Go Monkey Blista.